# 10008 Райсанйо
10008 Райсанйо (10008 Raisanyo) — астероїд головного поясу, відкритий 18 лютого 1977 року.
Тіссеранів параметр щодо Юпітера — 3,348.
Названо на честь Рай Санйо (яп. らい・さんよう(頼山陽) рай сан'йо:).